# Jeu laser
 (décembre 2010).
Si vous disposez d'ouvrages ou d'articles de référence ou si vous connaissez des sites web de qualité traitant du thème abordé ici, merci de compléter l'article en donnant les références utiles à sa vérifiabilité et en les liant à la section « Notes et références ».
Un jeu laser, aussi connu sous les dénominations anglaises laser game ou encore laser tag, est une activité physique où les participants, revêtus habituellement d'une veste à capteurs, se tirent dessus avec des pistolets laser. C'est en 1982 que George Carter III (en) a commencé le processus de conception d'un système basé sur une arène pour pratiquer le jeu laser, une technologie qui lui était venue à l'esprit en 1977 en regardant Star Wars. En 1980, l'armée a développé un programme d'entraînement militaire au tir infrarouge.

## Principe
Le jeu consiste à mener une guerre fictive entre les différents participants (jusqu'à une trentaine de joueurs) qui sont équipés d'une arme factice disposant d'un pointeur laser ou infrarouge et d'un plastron muni de différents capteurs.
Les matchs, qui se jouent seul ou en équipe, se déroulent dans un labyrinthe. Ce labyrinthe est généralement enfumé, faiblement éclairé sous une lumière noire, et peut être composé de plusieurs étages et muni de différents miroirs ou pièges. La durée d'une partie varie selon les organismes qui proposent ce genre d'activité (généralement, entre 15 et 30 minutes). 
Les joueurs marquent des points lorsqu'ils touchent les capteurs de leurs adversaires. Le principe de détection des tirs est géré par un ordinateur qui se charge de comptabiliser les points.
Le joueur qui se fait toucher perd des points et voit son arme et ses capteurs désactivés pendant quelques secondes, le temps pour lui de s'éloigner de ses adversaires et de réfléchir à une tactique de jeu.
À l'issue de la partie, le joueur ou l'équipe qui a marqué le plus de points l'emporte. Dans certains jeux laser, le nombre de points est calculé en comparant le nombre de tirs ratés avec le nombre de tirs réussis. Cette règle est utilisée quand le nombre de tirs est illimité, afin d'éviter que les joueurs ne tirent frénétiquement et à l'aveugle pour atteindre des adversaires par chance. Toucher ses alliés peut également faire perdre des points à une équipe.
Certaines variantes de ce jeu offrent parfois des bonus aux joueurs (par exemple, des immunités temporaires).

### Variantes
- "Lord of the Ring"[2] : un format de jeu en 1 vs 1 vs 1, pratiqué dans un cercle délimité de 3,35 m à 3,96 m de diamètre. Chaque joueur démarre avec un score nul, soit à 0. À chaque fois qu'un joueur est touché, il perd 100 points. Le meilleur score remporte la partie.
- "Capture de drapeau" : les joueurs sont répartis en deux équipes et doivent rapporter le drapeau ennemi à leur base.
- "Protégez le VIP" : une équipe doit protéger un joueur "VIP" contre l'autre équipe, qui doit le tuer avant la fin du temps imparti.
- "Roi de la colline" : chaque équipe doit capturer un point en restant dessus un certain temps[pas clair].
- "Arène" : les participants jouent seuls ou en équipe. Ils ne peuvent pas revenir dans le jeu une fois éliminés.
- "Infection" : un joueur incarne le premier vampire, tandis que les autres sont humains. Lorsqu'un joueur humain est éliminé, il est converti en vampire. Le but des vampires est de convertir tous les joueurs dans le temps imparti[3].
- "L'élu" : un joueur incarne "l'élu". Lorsqu'un joueur tue l'élu, il le devient ensuite à sa place. À la fin du temps imparti, le gagnant est celui qui est resté l'élu le plus longtemps.
- "Competition Mondial Zone"[4] : les joueurs sont répartis en trois équipes de cinq. L'équipe gagnante est celle qui a marqué le plus de points.

## Histoire
À la fin des années 1970 et au début des années 1980, l'United States Army déploie un système utilisant des armes à infrarouge pour l'entraînement au combat. Le système MILES (en) fonctionnait comme le jeu laser dans le sens où les armes tiraient sur des capteurs qui comptaient les points. Des systèmes similaires sont maintenant manufacturés par différentes entreprises et utilisés par différentes forces armées à travers le monde.

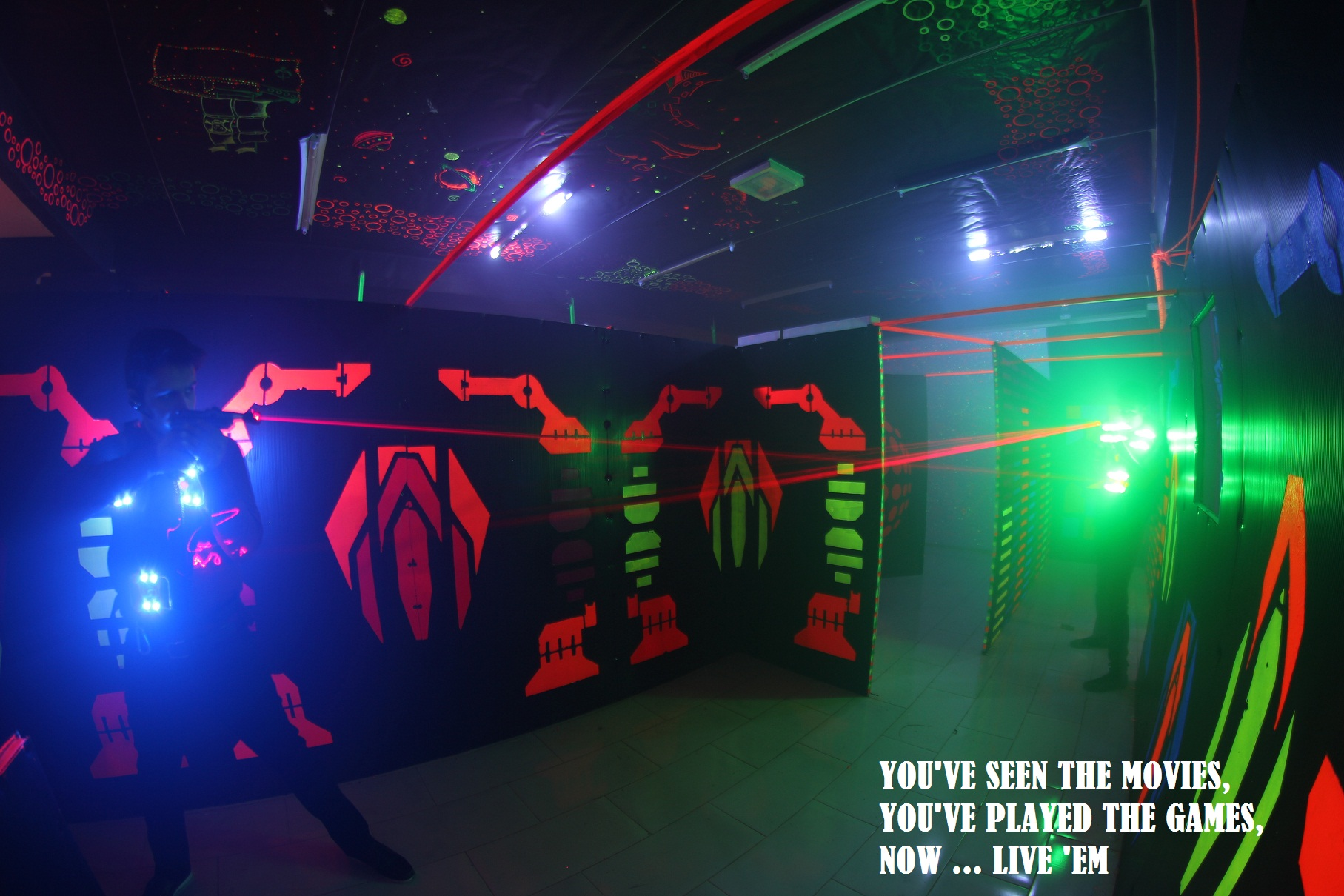
Une arène laser d'intérieur.

Le premier jeu connu utilisant des lumières et capteurs infrarouges est dérivé de Star Trek : il s'agit d'Electronic Phaser Guns, manufacturé et marketé en 1979. Ce système ne fournit cependant aucun type de score et les joueurs ne peuvent pas être « tagged out ».
En 1982, George Carter III commença le processus de design d'un système basé sur une arène de jeu pour jouer à une version du jeu avec attribution de points, une possibilité qui lui est apparue initialement en 1977 lorsqu'il regardait le film  Star Wars. Il ouvrit le premier centre Photon à Dallas (Texas) en 1984 et en retour est généralement considéré comme l'inventeur de cette pratique sportive en arène. Les joueurs pouvaient venir à l'un des centres (il y en avait 45 d'opérationnels dans les EU au milieu des années 1980) et se combattre les uns les autres, mais les équipements n'étaient pas vendus dans des magasins.[réf. nécessaire]
En 1986, le premier jouet Photon fit son entrée sur le marché, à peu près à la même période que les jeux Lazer Tag de Worlds of Wonder et que plusieurs autres jouets basés sur des lumières visibles ou infrarouges. La saison de Noël 1986 sonna le début réel des jeux laser maison. Worlds of Wonder fut liquidée vers 1988 et Photon en 1989, l'engouement pour ces jeux se dissipant. Aujourd'hui, il existe des arènes laser partout dans le monde, commercialisées sous différents noms et marques, ainsi qu'une large gamme d'équipements pour les consommateurs, que ce soit pour le jeu à la maison ou en extérieur, amateur ou professionnel.
En octobre 1992 le premier centre de jeu laser français, Zapatak, ouvre à Clermont Ferrand.  En avril 1995, un centre à Lyon ouvre avec l'entreprise Megazone Laser Games.
En 1996, Patrick Fournier crée l'entreprise Laser Game Evolution à Grenoble, la première utilisant une technologie 100 % laser à la place de l'infrarouge.
En novembre 1999, la plus grande arène laser d'intérieur a été édifiée à Mesa, en Arizona, sous le nom de Stratum Laser Tag.

## Technologies
Il existe deux technologies utilisées pour les jeux laser : la lumière infrarouge et le laser. Les technologies infrarouges sont moins chères (utilisation d'une simple LED) et donc plus répandues, mais elles sont également moins précises (cela ne pose pas de problème à courte portée et peut même être plus agréable pour les joueurs occasionnels). 
La technologie laser, quant à elle, est plus précise et permet des tirs à très longue portée. Le laser de norme 2 utilisé est conforme à la norme internationale 60825. Il s'agit donc d'un laser visible à longue portée afin de rendre le jeu plus stimulant mais aussi sécuritaire pour les yeux. C'est une technologie plus exacte mais également plus chère que l'infrarouge.
Différents modes de jeu existent. En France, cependant, seuls les jeux laser d'intérieur ont vraiment percé.

### Systèmes d'intérieur
Les systèmes d'intérieur sont conçus pour être utilisés à l'intérieur d'un bâtiment construit spécifiquement à cet effet. Ces jeux laser se déroulent souvent dans des labyrinthes obscurs, éclairés par des lumières noires. Un labyrinthe peut également fonctionner avec une machine à brouillard aidant à distinguer les rayons laser, qui seraient sinon indétectables en traversant de l'air pur. Ce brouillard est souvent invisible pour les participants mais peut s'observer lorsqu'on regarde à travers le labyrinthe depuis une pièce éclairée normalement. En Amérique du Nord et en Europe, l'industrie du jeu laser d'intérieur s'est largement développée durant ces dix dernières années[Quand ?], avec une politique de fidélisation de la clientèle, puis s'est déplacée vers d'autres marchés. Les entreprises de jeu laser les plus performantes ne s'appuient plus seulement sur un club de joueurs mais se focalisent plutôt sur trois autres cœurs de marché, qui sont souvent les anniversaires, les groupes (entreprises, centres aérés, etc.) et les joueurs occasionnels.

### Systèmes pour les particuliers

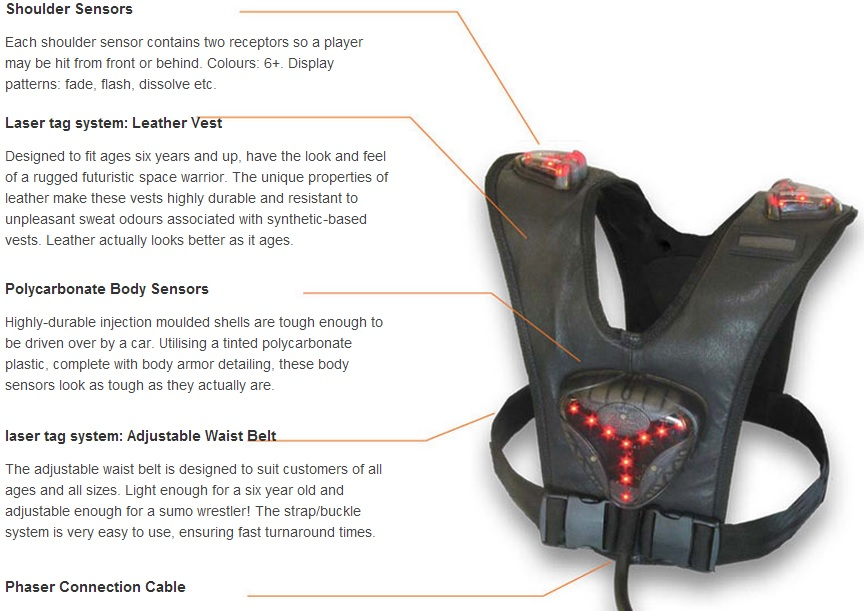
Harnais muni de différents capteurs.

Les systèmes pour les particuliers sont légèrement différents des systèmes précédents. La plupart ont une apparence de jouet pour éviter d'être confondus avec des armes à feu réelles et, pour cette raison, manquent d'effets réalistes. Le placement des capteurs varie en fonction des systèmes. Certains ont un capteur simple sur le pistolet ou sur la tête, la poitrine ou le dos, alors que d'autres systèmes ont une combinaison de plusieurs de ces capteurs. Les gammes varient de systèmes très ressemblants à des jouets, qui ne sont performants que sur 3 à 6 mètres, à des systèmes qui peuvent tirer à plus de 90 mètres en pleine lumière. D'habitude, il n'existe pas de carte de points ou de serveur central. Au contraire, chaque équipement est doté d'un ordinateur autonome qui enregistre les résultats de l'équipe. Certains systèmes de jeu laser sont plus complexes que d'autres, allant des systèmes les plus simples qui ne mémorisent qu'un comptage du nombre de touchés à des systèmes qui gardent trace de qui touche le capteur et quand.

### Systèmes militaires
Les systèmes militaires tels que le MILES se focalisent sur l'entraînement tactique et doivent avant tout être suffisamment réalistes, de manière que leur expérience améliore les tactiques et la survie sur le champ de bataille. Les systèmes militaires intègrent ou remplacent les matériels et équipements militaires. Les fonctionnalités vont du plus basique tir anonyme qui enregistre les « morts » à des systèmes plus avancés, qui suivent la progression de chaque participant en détail et essayent de simuler les caractéristiques de chaque pièce d'équipement. Comme le but est de pratiquer et d'améliorer la maîtrise du combat, des capacités avancées de collection des données peuvent être employées, y compris le suivi GPS, les logs de communication, l'enregistrement vidéo et les détails des tirs. Ces exercices sont habituellement revus en détail lors de la phase de débriefing.

### Systèmes d'extérieur
Les systèmes commerciaux d'extérieur sont d'apparence similaire aux systèmes d'intérieur mais utilisent des technologies différentes. Les vrais rayons lasers ne sont généralement pas utilisés, en raison des risques sur les personnes (surtout pour les yeux), en partie à cause de l'augmentation nécessaire de la puissance des rayons laser pour jouer dehors et de l'absence de mur pour empêcher le laser de se déplacer sur de longues distances. Une bien meilleure précision est requise, c'est pourquoi de meilleures lentilles sont utilisées. La pleine lumière du soleil nécessite aussi des améliorations, à la fois sur les capteurs et les émetteurs infrarouges. L'emplacement des capteurs est similaire aux systèmes commerciaux d'intérieur. L'industrie du laser d'extérieur marche avec les anniversaires et les passionnés.

## Franchises
Il existe plusieurs franchises qui exploitent ce type de jeu. Ces sociétés n'utilisent pas systématiquement la même technologie (détection du laser ou du rayonnement infrarouge), le même matériel ou les mêmes infrastructures. Des sous-franchises ou des sites ont parfois des noms différents des franchises mères.[réf. nécessaire]